# Штейн, Константин Львович фон
Константин Львович фон Штейн (1829—1888) — генерал-лейтенант, русский военачальник.

## Семья
Из русских дворян немецкого происхождения. Род фон Штейн внесён в Родословную Книгу дворян Харьковской губернии.
Дочь Константина Львовича, Елена Константиновна, была замужем за Директором Государственного Банка, впоследствии Товарищем Министра Торговли и Промышленности бароном Сергеем Дмитриевичем Ганом.

## Карьера
По окончании Новгородского графа Аракчеева кадетского корпуса, перешёл в Дворянский полк (Константиновское артиллерийское училище). Выпущен в 1848 году с производством в корнеты и назначен в Кирасирский принца Вильгельма Прусского полк. После 12 лет службы переведён в Ахтырский гусарский принца Людвига-Карла Прусского полк. Далее, фон Штейн поступает экстерном в Елизаветградское офицерское кавалерийское училище и оканчивает курс первым, вследствие чего переведён с тем же чином в лейб-гвардии Гродненский гусарский полк, удостоившись награждения почётной саблей.
В 1861 году Константин Львович переводится с чином подполковника в Елизаветградский гусарский великой княгини Ольги Николаевны полк, а через четыре года становится начальником Тверского кавалерийского юнкерского училища. В июле 1862 года произведён в полковники, а в 1866 году переведён в лейб-гвардии драгунский полк и назначен начальником учебного кавалерийского эскадрона, которым фон Штейн командовал до русско-турецкой войны 1877—1878 годов. В июле 1872 года произведен в генерал-майоры, а в декабре 1875 года, с оставлением в прежней должности, назначен членом главного комитета по устройству и образованию войск.
В Дунайской армии, к которой он был прикомандирован, Константин Львович во всё время военных действий состоял начальником полевого комендантского управления действующей армии, а по возвращении в Россию снова вступил в командование учебным офицерским эскадроном, которым командовал до переформирования его в 1882 году в офицерскую кавалерийскую школу. В августе 1881 года фон Штейн произведён в генерал-лейтенанты, после чего был назначен состоять для особых поручений при генерал-инспекторе кавалерии. Впоследствии назначен был членом комитета по переустройству кавалерии и членом нескольких других комитетов. Скоропостижно скончался в Петербурге 2 мая 1888 года, на 59 году жизни.
За свою сорокалетнюю службу в офицерских чинах и почти двадцатилетнюю в генеральских он был награждён многими русскими и иностранным орденами, причем имел все высшие русские ордена, до ордена Белого Орла включительно.
Похоронен на петербургском Новодевичьем кладбище.

## Награды
Российской Империи:
- Орден Святого Станислава 2-й степени (1864 год);
- Орден Святой Анны 2-й степени (1869 год);
- Орден Святого Владимира 3-й степени (1871 год);
- Орден Святого Станислава 1-й степени (1874 год);
- Орден Святой Анны 1-й степени с мечами (1877 год);
- Орден Святого Владимира 2-й степени (1878 год);
- Мечи к Ордену Святого Владимира 2-й степени (1878 год);
- Орден Белого орла (1884 год).

Иностранных государств:
- Вюртембергский орден Фридриха командорский крест 1-го класса (1873 год);
- Австрийский Орден Франца-Иосифа командорский крест со звездой (1874 год).